# 上月谷駅
上月谷駅（サンウォルゴクえき）は大韓民国ソウル特別市城北区上月谷洞にある、ソウル交通公社6号線の駅である。駅番号は642。
韓国科学技術研究院という副駅名がある。

## 歴史
- 2000年8月7日 - ソウル特別市都市鉄道公社（当時）6号線の駅として開業。
- 2017年5月31日 - ソウル特別市都市鉄道公社とソウルメトロが統合され、ソウル交通公社の駅となる。

## 駅構造

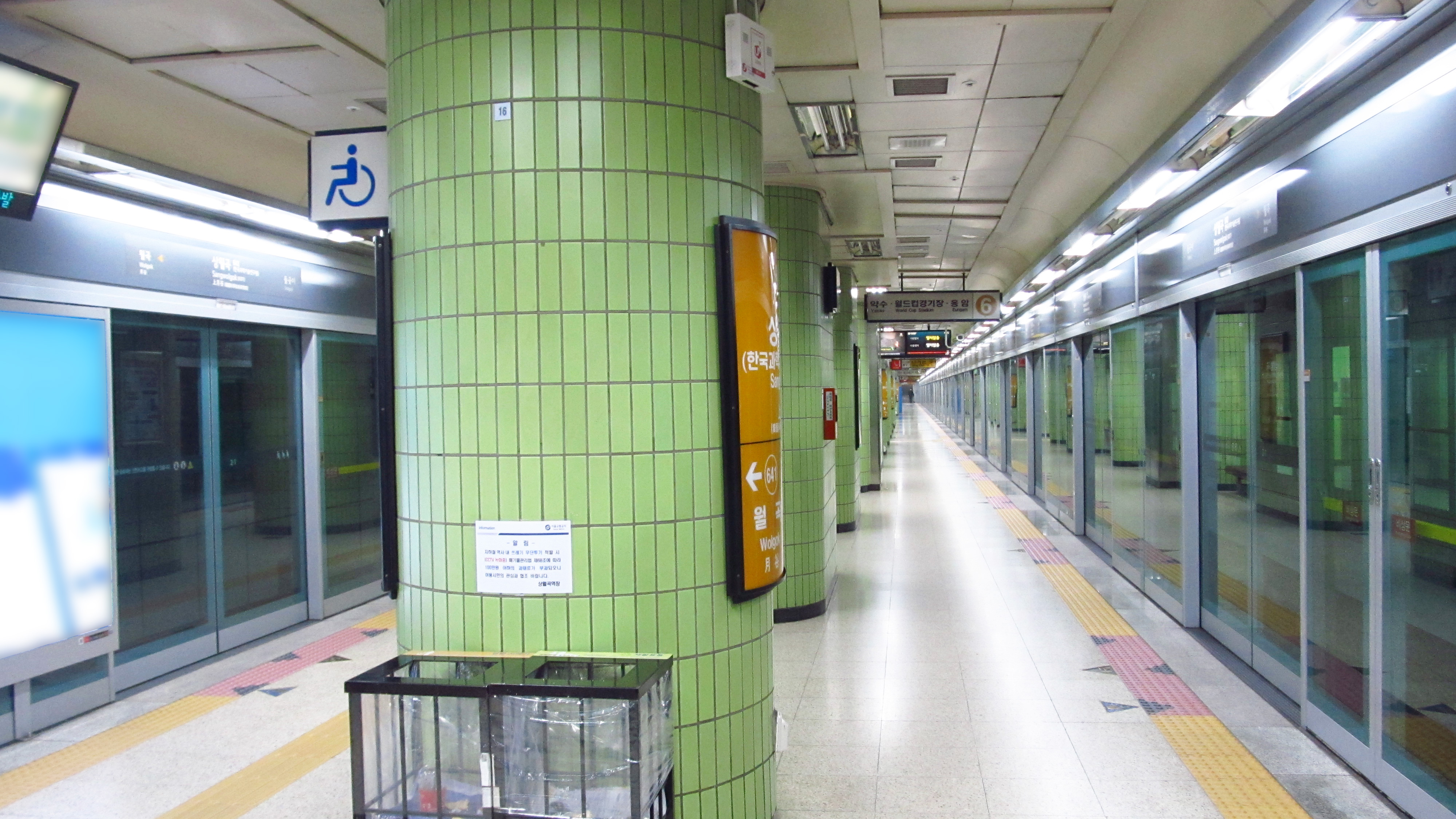
プラットホーム

島式ホーム2面3線の地下駅。中央の線は未使用で、両側にホームがある。

### のりば
案内上ののりば番号は設定されていない。
| 上り | 6号線 | 東廟前・三角地・ワールドカップ競技場駅・鷹岩方面 |
| 中線 | 6号線 | 現在未使用                                       |
| 下り | 6号線 | 石渓・泰陵入口・烽火山・新内方面                 |

## 利用状況
近年の一日平均利用人員推移は下記のとおり。なお、2000年は開業日の8月7日から12月31日までの147日間の平均である。
| 路線  | 路線     | 2000年 | 2001年 | 2002年 | 2003年 | 2004年 | 2005年 | 2006年 | 2007年 | 2008年 | 2009年 | 出典  |
| ----- | -------- | ------ | ------ | ------ | ------ | ------ | ------ | ------ | ------ | ------ | ------ | ----- |
| 6号線 | 乗車人員 | 3,139  | 4,479  | 5,740  | 6,670  | 6,945  | 6,948  | 6,935  | 6,923  | 6,961  | 6,987  | [ 1 ] |
| 6号線 | 降車人員 | 3,111  | 4,024  | 5,251  | 5,957  | 6,221  | 6,240  | 6,257  | 6,236  | 6,309  | 6,324  | [ 1 ] |
| 6号線 | 乗降人員 | 6,250  | 8,503  | 10,990 | 12,626 | 13,166 | 13,187 | 13,192 | 13,158 | 13,270 | 13,311 | [ 1 ] |
| 路線  | 路線     | 2010年 | 2011年 | 2012年 | 2013年 | 2014年 | 2015年 |        |        |        |        | [ 1 ] |
| 6号線 | 乗車人員 | 6,861  | 6,706  | 6,769  | 6,798  | 6,699  | 6,688  |        |        |        |        | [ 1 ] |
| 6号線 | 降車人員 | 6,133  | 5,950  | 6,106  | 6,202  | 6,132  | 6,159  |        |        |        |        | [ 1 ] |
| 6号線 | 乗降人員 | 12,994 | 12,656 | 12,875 | 13,000 | 12,831 | 12,847 |        |        |        |        | [ 1 ] |

## 駅周辺
- 月谷中学校（朝鮮語版）
- ソウル月谷初等学校（朝鮮語版）
- ソウル施設公団（朝鮮語版）
- 韓国科学技術研究院（朝鮮語版） (KIST)

## 隣の駅
ソウル交通公社
 6号線
月谷駅 (641) - 上月谷駅 (642) - トルゴジ駅 (643)